# 温特帕克 (科罗拉多州)
温特帕克（英語：Winter Park），是美国科罗拉多州格兰德县下属的一座城市。建市于1979年9月1日，面积大约为16.501平方英里（42.738平方公里）。根据2010年美国人口普查，该市有人口999人。2011年估计该市有人口979人，相比2010年人口增长率为-2.00%。同时，论人口该市是科罗拉多州第145大城市。